# Wengermühle
Wengermühle (mundartlich: Wengarmīlə) ist ein Gemeindeteil der Marktgemeinde Weitnau im bayerisch-schwäbischen Landkreis Oberallgäu.

## Geographie
Die Einöde liegt circa 5,5 Kilometer nordöstlich des Hauptorts Weitnau. Südlich der Ortschaft fließt die Wengener Argen.

## Ortsname
Der Ortsname bedeutet Mühle bei Wengen.

## Geschichte
Wengermühle wurde erstmals im Jahr 1509 mit „vs der mülin zu Wengen“ urkundlich erwähnt. Der Ort gehörte bis 1972 der Gemeinde Wengen an, die durch die bayerische Gebietsreform in der Gemeinde Weitnau aufging.